# Estadi Monumental David Arellano
L'Estadi Monumental David Arellano és un dels principals estadis de futbol de Xile. Està situat a la comuna de Macul, de la ciutat de la ciutat de Santiago. És propietat del Club Social y Deportivo Colo-Colo. Té una capacitat de públic de 47.347 espectadors asseguts, tot just per sota del Estadi Nacional de Xile.
L'estadi va ser nomenat en honor de David Arellano, fundador de Colo Colo. Ha estat la seu local del club, que el lloga per jugar-hi els partits com a local. La selecció de futbol de Xile juga de local de vegades, quan no pot utilitzar el Estadi Nacional de Xile.

## Història
Va ser inaugurat el 1975, en un partit jugat entre Santiago Morning i Santiago Wanderers. No obstant això manca en aquest temps d'instal·lacions bàsiques, i no va ser completat fins a 1989, després de la venda del jugador Hugo Rubio.
Va ser una de les seus de la Copa Amèrica de futbol de 2015.